# Gugure! Kokkuri-san
Gugure! Kokkuri-san (繰繰れ！コックリさん?) è un manga shōnen scritto e disegnato da Midori Endō, serializzato sul Gangan Joker di Square Enix dal 22 luglio 2011 al 22 novembre 2016. Un adattamento anime, prodotto dalla TMS Entertainment, è stato trasmesso in Giappone tra il 5 ottobre e il 21 dicembre 2014.

## Trama
Kohina Ichimatsu è una bambina inespressiva delle elementari che vive da sola, si autoproclama una bambola e non mangia altro che spaghetti istantanei. Un giorno però, giocando da sola a Kokkuri, Kohina evoca lo spirito della volpe Kokkuri-san, il quale dopo aver visto il suo stile di vita malsano, decide di diventare il suo guardiano e crescerla correttamente.

## Personaggi

### Personaggi principali
Kohina Ichimatsu (市松 こひな?, Ichimatsu Kohina)
Doppiata da: Ryō Hirohashi
Una bambina apparentemente priva di emozioni che vive da sola in casa. Spiega la sua mancanza di emozioni e di risposte normali affermando di essere una bambola vivente. È ossessionata dal ramen istantaneo, tanto da tenere nascosta una vasta gamma di edizioni speciali di questo prodotto fino a quando Kokkuri-san non le confisca e non le restituisce dove erano state comprate.
Kokkuri-san (コックリさん?)
Doppiato/a da: Daisuke Ono, Ryōko Shiraishi (femmina)
Una kitsune che decide di restare con Kohina per farle da tutore.
Inugami (狗神?)
Doppiato/a da: Takahiro Sakurai, Chiwa Saitō (femmina)
Uno spirito cane che venera Kohina. Spesso si sente molto solo e tenta di scappare di casa.
Shigaraki (信楽?)
Doppiato da: Jōji Nakata
Un tanuki dalle tendenze tsundere che in forma umana assume le sembianze di un uomo di mezza età.

### Altri personaggi
Tama (タマ?)
Doppiata da: Yukana
Uno spirito gatto che indossa un grembiule. Ha una collezione di bambole inquietanti e per questo è interessata a Kohina.
Jimeko-san (じめ子さん?)
Doppiata da: Hisako Kanemoto
Una compagna di classe di Kohina che le fa i dispetti nella speranza di attirare la sua attenzione e diventare sua amica.
Yamamoto-kun (山本君?)
Doppiato da: Kazutomi Yamamoto
Un compagno di scuola di Kohina di cui lei è innamorata. In realtà è un alieno gentile e servizievole.
Tengu (天狗?)
Doppiato da: Kōsuke Toriumi
Un tengu che vorrebbe fare l'insegnante, ma la cui domanda viene respinta per via dell'affermazione di "amare i ragazzini".
Kureha (紅葉?)
Doppiata da: Rina Satō
Lo spirito di un momiji perennemente rosso che attende il suo amato.
Noel (のえる?)
Doppiata da: Ai Nonoka
La figlia di un avvocato nervoso che viene aiutato da Kohina e Kokkuri-san la vigilia di Natale. Ha il classico atteggiamento tsundere e beve alcolici.

## Media

### Manga
Il manga, scritto e disegnato da Midori Endō, è stato serializzato sulla rivista Gangan Joker di Square Enix dal 22 luglio 2011 al 22 novembre 2016. I vari capitoli sono stati raccolti in dodici volumi tankōbon, pubblicati tra il 22 dicembre 2011 e il 21 gennaio 2017.

#### Volumi
| Nº | Data di prima pubblicazione              | Data di prima pubblicazione                                                 | Data di prima pubblicazione |
| Nº | Giapponese                               | Giapponese                                                                  |                             |
| -- | ---------------------------------------- | --------------------------------------------------------------------------- | --------------------------- |
| 1  | 22 dicembre 2011                         | ISBN 978-4-7575-3450-6                                                      |                             |
| 2  | 27 luglio 2012                           | ISBN 978-4-7575-3632-6                                                      |                             |
| 3  | 22 ottobre 2012                          | ISBN 978-4-7575-3756-9                                                      |                             |
| 4  | 22 marzo 2013                            | ISBN 978-4-7575-3906-8                                                      |                             |
| 5  | 22 agosto 2013                           | ISBN 978-4-7575-3957-0                                                      |                             |
| 6  | 22 marzo 2014                            | ISBN 978-4-7575-4255-6                                                      |                             |
| 7  | 22 settembre 2014                        | ISBN 978-4-7575-4419-2                                                      |                             |
| 8  | 22 dicembre 2014                         | ISBN 978-4-7575-4507-6                                                      |                             |
| 9  | 22 maggio 2015 (ed. regolare & limitata) | ISBN 978-4-7575-4488-8 (ed. regolare) ISBN 978-4-7575-4487-1 (ed. limitata) |                             |
| 10 | 21 novembre 2015                         | ISBN 978-4-7575-4803-9                                                      |                             |
| 11 | 22 marzo 2016                            | ISBN 978-4-7575-4914-2                                                      |                             |
| 12 | 21 gennaio 2017                          | ISBN 978-4-7575-5222-7                                                      |                             |

### Anime
La serie televisiva anime, prodotta dalla TMS Entertainment e diretta da Yoshimasa Hiraike, è stata trasmessa in Giappone dal 5 ottobre al 21 dicembre 2014. Le sigle di apertura e chiusura sono rispettivamente Welcome!! DISCO Kemokemoke (Welcome!!DISCOけもけもけ?) di Daisuke Ono, Takahiro Sakurai e Jōji Nakata e This Merry-Go-Round Song di Suemitsu Atsushi. In varie parti del mondo, tra cui più tardi l'Italia, gli episodi sono stati trasmessi in streaming, in contemporanea col Giappone, da Crunchyroll, mentre in America del Nord i diritti di distribuzione digitale ed home video sono stati acquistati dalla Sentai Filmworks. La serie è stata raccolta più tardi in sei volumi BD/DVD, ognuno contenente un episodio OAV dalla durata di cinque minuti.

#### Episodi
| Nº | Titolo italiano Giapponese 「Kanji」 - Rōmaji                                                                                                  | In onda          | In onda |
| Nº | Titolo italiano Giapponese 「Kanji」 - Rōmaji                                                                                                  | Giapponese       |         |
| 1  | La bambola incontra il Kokkuri-san! 「人形少女・ミーツ・コックリさん！」 - Ningyō shōjo mītsu Kokkuri-san!                                     | 5 ottobre 2014   |         |
| 2  | Un sorriso radioso è il primo passo nel diventare una bimba vera! 「爽やか笑顔は真人間への第一歩！」 - Sawayaka egao wa maningen e no daiippo! | 12 ottobre 2014  |         |
| 3  | Inugami, a cuccia! 「狗神ステイハウス！」 - Inugami sutei hausu!                                                                               | 19 ottobre 2014  |         |
| 4  | Quello che mi interessa ha la fissa dello Sci-Fi! 「気になるアイツはSF系！」 - Kininaru aitsu wa SF-kei!                                       | 26 ottobre 2014  |         |
| 5  | I fiori sul banco sono un messaggio! 「机のお花はメッセージ！」 - Tsukue no ohana wa messēji!                                                  | 2 novembre 2014  |         |
| 6  | Kohina, il ciclope, e Shigaraki! 「こひなと一つ目と信楽！」 - Kohina to hitotsume to Shigaraki!                                                | 9 novembre 2014  |         |
| 7  | Il colpo di fulmine di Tama, la Dea Gatto! 「猫神タマの一目惚れ！」 - Nekogami tama no hitomebore!                                             | 16 novembre 2014 |         |
| 8  | L'appannato viaggio segreto di Kokkuri-san alle terme! 「コックリさんの湯けむり温泉めぐり！」 - Kokkuri-san no yukemuri onsen meguri!          | 23 novembre 2014 |         |
| 9  | L'età delle tante preoccupazioni! 「悩み多きト・シ・ゴ・ロ！」 - Nayami ōki to-shi-go-ro!                                                      | 30 novembre 2014 |         |
| 10 | I giorni di Kureha passati ad aspettare invano! 「紅葉待ちぼうけの日々！」 - Kureha machibōke no hibi!                                         | 7 dicembre 2014  |         |
| 11 | L'abbandono adulto del cosplay! 「大人ドロップアウトコスプレ！」 - Otona duroppuauto kosupure!                                                 | 14 dicembre 2014 |         |
| 12 | Destiny! 「DESTINY！」 | 21 dicembre 2014 |         |